# Ovulační krvácení
Ovulační krvácení (někdy též špinění během ovulace) je lehké vaginální krvácení, které se vyskytuje přibližně ve střední fázi menstruačního cyklu, kdy dochází k ovulaci  – tedy uvolnění vajíčka z vaječníku. Patří mezi typ krvácení z pochvy mimo menstruaci. Krvácení obvykle trvá jeden až dva dny a projevuje se několika kapkami krvi, často růžové až červené barvy, což je způsobeno smísením s cervikálním hlenem.
K příčinám patří prudké hormonální změny, většinou jde o pokles estrogenu po ovulaci a současný vzestup progesteronu, jež ovlivňují stabilitu děložní výstelky. Tento jev je poměrně vzácný, vyskytuje se u malé části ženské populace, a ve většině případů nevyžaduje léčbu. Pokud však krvácení doprovází bolesti nebo je neobvykle silné, doporučuje se konzultace s lékařem.